# 1918 في جمهورية أيرلندا
فيما يلي قوائم الأحداث التي وقعت خلال عام 1918 في جمهورية أيرلندا.

## سياسة

### تعيين في المنصب
- 1 ديسمبر – تيرينس ماكسويني نائب دييل.

## مواليد

### فبراير
- 14 فبراير – توماس فيتزباتريك سياسي أيرلندي.

### مارس
- 12 مارس – بادريج فولكنر سياسي أيرلندي.

## وفيات

### مارس
- 6 مارس – جون ردموند (مواليد 1856) سياسي أيرلندي.
- 27 مارس – مارتن شيريدان (مواليد 1881) منافِس أوليمبي من الولايات المتحدة الأمريكية.

### نوفمبر
- 15 نوفمبر – روبرت أندرسون (مواليد 1841)